# Сидоров, Василий Сергеевич
Васи́лий Серге́евич Си́доров (2 января 1945 — 12 апреля 2020) — российский дипломат. Чрезвычайный и полномочный посол (1995).

## Биография
Окончил факультет международных экономических отношений МГИМО МИД СССР (1967). Владел английским, греческим и французским языками.
- В 1967—1968 годах — сотрудник Пятого европейского отдела МИД СССР.
- В 1968—1973 годах — сотрудник Посольства СССР в Греции.
- В 1973—1976 годах — сотрудник Пятого европейского отдела МИД СССР.
- В 1976—1981 годах — второй секретарь, первый секретарь Постоянного представительства СССР при ООН в Нью-Йорке.
- В 1976—1981 годах — второй секретарь, первый секретарь Постоянного представительства СССР при ООН в Нью-Йорке.
- В 1981—1991 годах — первый секретарь, советник, заведующий сектором, заведующий отделом, заместитель начальника Управления международных организаций МИД СССР.
- С 9 ноября 1995 по 28 января 1998 года — заместитель министра иностранных дел России[2].
- С 18 декабря 1997 по 31 июля 2001 года — постоянный представитель Российской Федерации при Отделении ООН и других международных организациях в Женеве[3][4].
- С 17 апреля 1998 по 31 июля 2001 года — постоянный представитель Российской Федерации при Конференции по разоружению в Женеве по совместительству[5][4].
- С 2001 года — директор по внешнеэкономическим связям компании «Мегафон».

Член Совета по внешней и оборонной политике (СВОП).
Похоронен в Москве на Кунцевском кладбище.

## Дипломатический ранг
- Чрезвычайный и полномочный посланник 2 класса (26 марта 1991)[6]
- Чрезвычайный и полномочный посланник 1 класса (20 июня 1994)[7]
- Чрезвычайный и полномочный посол (2 марта 1995)[8]